# Геймір Гадльгрімссон
Заголовок цієї статті — це ісландське ім'я, де Геймір — особове ім'я, а Гадльгрімссон — ім'я по батькові. 
Геймір Гадльгрімссон (ісл. Heimir Hallgrímsson, нар. 10 червня 1967, Вестманнаейяр) — ісландський футболіст, що грав на позиції . По завершенні ігрової кар'єри — футбольний тренер. Наразі очолює тренерський штаб збірної Ісландії.

## Клубна кар'єра
Народився на одному з островів архіпелагу Вестманнаейяр і в 1986 році вийшов на поле в складі самого великого клубу цій частині Ісландії — «Вестманнаейя». У вищому дивізіоні країни провів 70 матчів. У 1993 році перейшов у клуб нижчого дивізіону «Хеттур», в ньому здобув перший тренерський досвід, тренуючи жіночу команду клубу.
У 1994 році закінчив Ісландський університет, отримав диплом за спеціальністю «Стоматологія» з правом ведення бізнесу в цій галузі. Деякий час поєднував професійну діяльність з кар'єрою гравця і тренера.
З 1998 по 2007 рік, вже будучи тренером «Вестманнаейя», виступав за клуб нижчого дивізіону «КФС Вестманнаеяр», в ньому і закінчив кар'єру гравця, перейшовши на повний робочий день як тренер.

## Кар'єра тренера
Перший тренерський досвід отримав у 1993 році в клубі «Хеттур». Проте в повному обсязі зосередився на тренерській роботі з 1998 року. З 1998 по 2011 рік працював у системі клубу «Вестманнаейя», за цей час тренував дитячу, жіночу і основну команду клубу. В 2006 році отримав тренерську ліцензію УЄФА. 
З 2011 року працював помічником тренера національної збірної Ісландії шведського фахівця Ларса Лагербека. З 2014 року, після того як Ісландія в плей-оф кваліфікації на чемпіонат світу поступилась хорватам і не вийшла на мундіаль, Гадльгрімссон спільно з Лагербеком став головним тренером національної збірної, з яким вперше в історії країни вивів збірну на чемпіонат Європи. Після Євро-2016, на якому ісландія сенсаційно дійшла до чвертьфіналу, Гадльгрімссон став одноосібним тренером збірної Ісландії.